# Афрички дивљи пас
Афрички дивљи пас (лат. Lycaon pictus), познат и под називом афрички ловачки пас, је месојед из породице паса. Настањује саване и равнице, као и благо пошумљене области на афричком континенту. Једини је представник свог рода, Lycaon.

## Физичке особине
Крзно афричког ловачког пса је ишарано црним, жутим и белим нијансама, различито за сваку јединку. Lycaon pictus на грчком језику значи „обојени вук“. Имају дугачак и китњаст реп, као и велике, заобљене уши. Нижи делови удова су обично светлије обојени.
Мужјаци обично теже од 17 до 36 килограма. Висина плећки износи 75 центиметара, а дужина тела је просечних 100 cm, док је реп дужине од 30 до 45 cm. Пси из јужнијих делова Африке су обично крупнији од оних из источних и западних региона. Полни диморфизам је у малој мери присутан, судећи по скелету мужјака, који је за 3-7% већи од женкиног.
Афрички ловачки пси поседују 42 зуба у вилицама. Зубна формула је:
| 3.1.4.2 |
| 3.1.4.3 |

Преткутњаци су релативно крупни у поређењу са преткутњацима других канида. Ово им омогућује снажан угриз, допуштајући им да савладају велике количине костију, као што је случај са хијенама. На основу извршених студија, установљено је да, од свих осталих предаторних сисара, афрички дивљи пси имају највиши коефицијент снаге угриза који износи 142.

## Размножавање и друштвени живот
Полну зрелост ови пси стичу са 12 до 18 месеци. Паре се у било које доба године, са максимумом од марта до јуна, када је у Африци друга половина кишне сезоне. У само једном окоту, на свет долази од 2 до 19 кучића, иако их 10 најчешће има. Време које прође између два окота је од 12 до 14 месеци, с тим да ће се женка већ после 6 месеци оштенити ако претходно легло угине. Младунци долазе на свет у ископаној јами напуштеној од стране неке друге животиње. Сисају око 10 недеља. После три месеца проведена у јазбини, млади је напуштају и почињу да прате чопор. Са старошћу од 8 до 11 месеци способни су да убију мањи плен, али тек са 12-14 месеци су спремни да се старају сами о себи.
Након 14 до 30 месеци, када достигну пуну полну зрелост, женке ће се одвојити од свог матичног чопора и припојиће се чопору других младих женки, за разлику од мужјака, који најчешће остају са чопором где су се родили. Ова особина контрира друштвеном статусу осталих паса и мачака. Код афричких дивљих паса, женке су те које се боре око превласти за парење са мужјацима. Често је доминантна женка та која ће једина успети да подигне своје потомке.

## Лов и исхрана
Афрички дивљи пси имају најјачи ујед од свих осталих припадника породица паса и мачака. Афрички дивљи пси лове у чопору. Као и већина осталих припадника породице паса, они јуре за својим пленом на отвореним равницама. Током трке, развијају брзину већу од 70 km/h. Близу 80% од укупног лова се заврши уловом. Чопор користи различите звукове како би обавестио чланове о позицији током лова.
Доминантни мужјак даје сигнал када је време за напад. Јурећи за њим, плен доводе до изнемоглости, када се окупљају око њега жестоко га заскачући. Уједају га за слабине и стомак, скидајући кожу својим јаким зубима. Жртва је поједена полужива у року од неколико минута. При подели плена учествују сви пси чопора, чак и они који нису учествовали при лову. Величина плена којег могу да савладају се креће од 20 до 90 килограма. Томпсонова газела је омиљена посластица ових ловаца. Има случајева када лове и крупније животиње, тежине око 300 килограма. Сразмерно тежини чопора, дневно конзумирају 150 килограма. Потреба за водом је минимална, јер сву потребну течност налазе у телу жртве. Дешава се да плен који убију буде украден од стране лавова, хијена или леопарда.

## Статус
Афрички дивљи пси су угрожена врста. Прети им опасност од лова и губитка станишта. Живе на огромним територијама, и у сталној су опасности од већих грабљивица, посебно лавова и пегавих хијена. Лавови често убијају што више паса могу, али их не једу. Већина афричких националних паркова не покрива довољну површину потребну за нормалан живот и лов ових сисара, зато многи дивљи пси прелазе на незаштићене територије.